# Rosyjskie bataliony kobiece

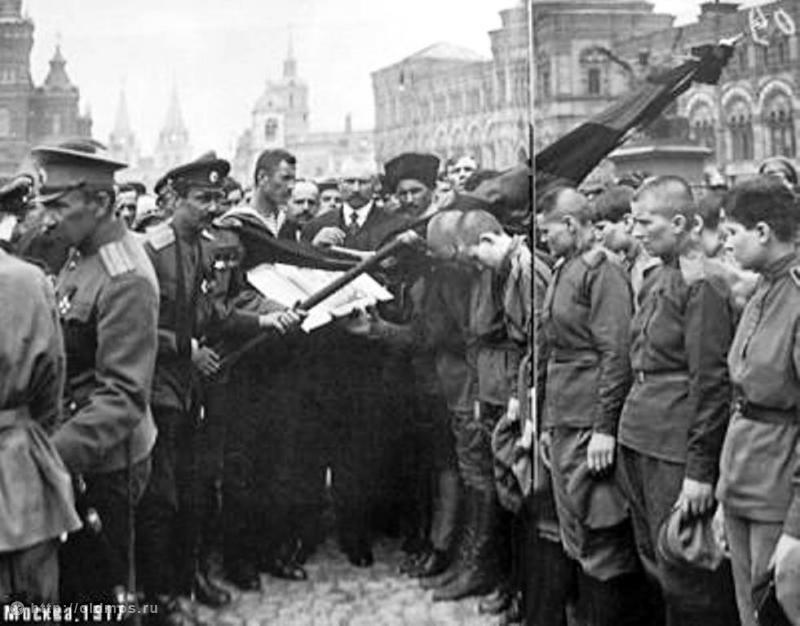
Batalion kobiecy w Moskwie w 1917

Rosyjskie bataliony kobiece (ros. Женские батальоны) – jednostki formowane z kobiet przez rosyjski Rząd Tymczasowy po Rewolucji Lutowej. Były to pierwsze w historii nowożytnej liniowe jednostki wojskowe złożone w całości z kobiet.

## Geneza i proces formowania
Wiosną 1917 sytuacja wojsk rosyjskich na froncie była wyjątkowo trudna. Rząd Tymczasowy podjął decyzję o tworzeniu jednostek uderzeniowych i batalionów śmierci z ochotników, napływających do biur werbunkowych. Wśród tych jednostek miały znaleźć się także jednostki kobiece, złożone z ochotniczek. Inicjatorką tworzenia takich oddziałów była Marija Boczkariowa, która służyła w armii carskiej od 1914. Ich udział w wojnie miał zyskać szczególny wymiar propagandowy i wzmocnić ducha bojowego w zdemoralizowanej armii rosyjskiej. 

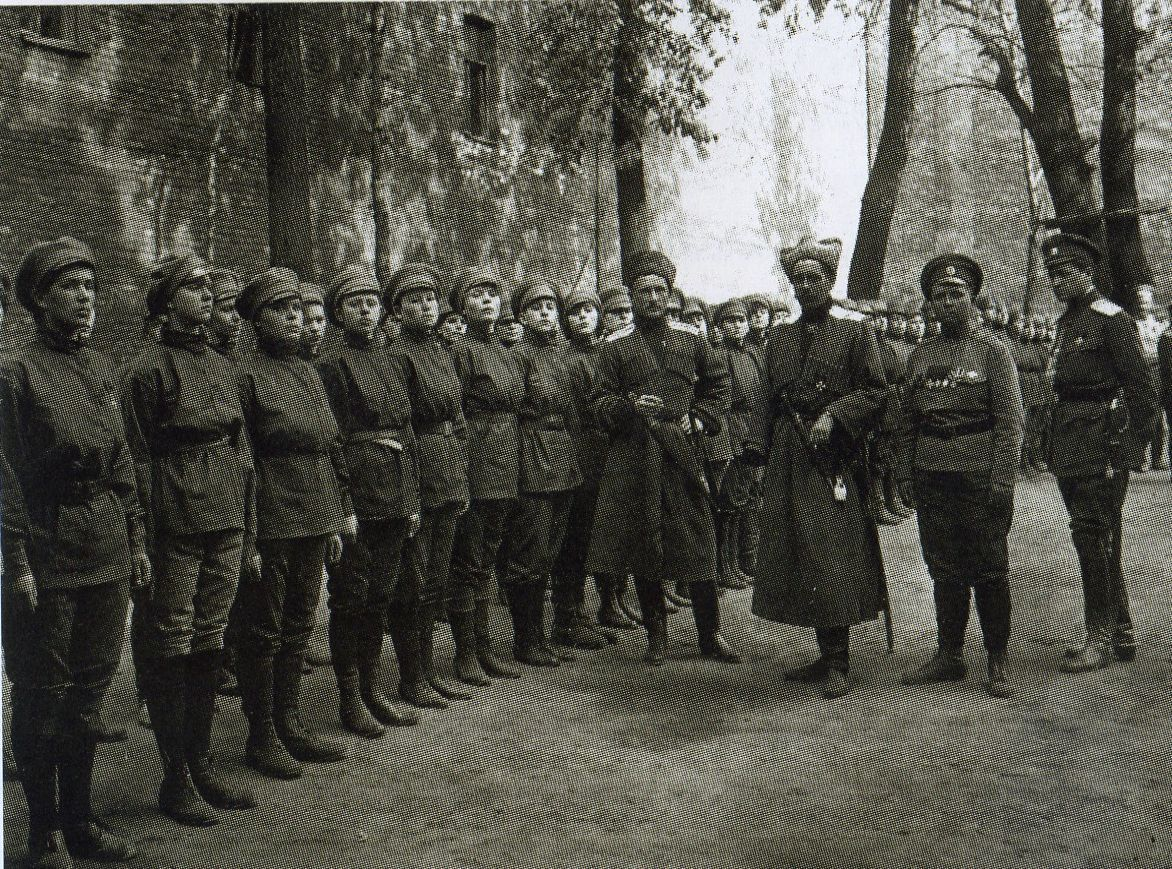
Wizyta gen. Popowcowa w 1 Piotrogrodzkim Batalionie Kobiecym

Pierwsze jednostki zwane kobiecymi batalionami śmierci (Женские батальоны смерти) tworzono w Piotrogrodzie, Moskwie i w Jekatierinodarze. W Oranienbaumie powstał pierwszy kobiecy oddział marynarki. W sierpniu 1917 w Piotrogrodzie zebrał się Wojskowy Kongres Kobiet, który miał koordynować tworzenie kobiecych organizacji wojskowych na terenie całego kraju. Amerykańska dziennikarka Bessie Beatty szacowała liczbę kobiet służących w batalionach na ok. 5000 (koniec 1917), ale tylko dwie jednostki (1 kobiecy batalion śmierci utworzony w Piotrogrodzie i batalion permski) osiągnęły pełne stany kadrowe i zostały wysłane na front. 
1 kobiecy batalion śmierci został włączony do 525 pułku piechoty i wziął udział w przełamaniu pozycji niemieckich pod Smorgoniami. Żołnierze batalionu nosili naszywki z trupią główką. Później batalion został przeformowany i zyskał nazwę 1 Piotrogrodzkiego Batalionu Kobiecego, dowodzonego przez Marię Boczkariową. 25 października 1917 otrzymał rozkaz obrony Pałacu Zimowego, siedziby Rządu Tymczasowego. Dowódca oddziału odmówił wykonania rozkazu, ale mimo to 137 żołnierzy batalionu wzmocniło załogę Pałacu. Oddział poddał się bolszewikom bez walki. 
2 Moskiewski Kobiecy Batalion Śmierci w lecie 1917 osiągnął liczebność 1000 żołnierzy. Nie wziął udziału w walkach i wkrótce został rozwiązany. 3 Kubański Kobiecy Batalion Uderzeniowy formowany w Jekatierinodarze nie otrzymał odpowiedniego wsparcia ze strony władz wojskowych i nigdy nie osiągnął zdolności bojowej.

## Dalsze losy jednostek
Idea powołania jednostek kobiecych już w sierpniu 1917 została uznana przez władze za projekt nierealny i pozbawiony wojskowego znaczenia. Około 500 kobiet z tych jednostek trafiło do oddziałów pomocniczych. 30 listopada 1917 rząd bolszewicki oficjalnie rozwiązał wszelkie formacje kobiece. Mimo to do początków 1918 działały obozy szkoleniowe dla 1 i 3 batalionu kobiecego. Część kobiet, przeszkolonych w tych obozach walczyło na frontach wojny domowej.

## Bataliony kobiece w kulturze
Akcja wydanej w 2011 powieści Borisa Akunina Batalion aniołów (Батальон ангелов) rozgrywa się w 1917 roku w kobiecym batalionie śmierci. W książce pojawia się postać Marii Boczkariowej.
20 lutego 2015 roku odbyła się w Rosji premiera filmu fabularnego Batalion, w reżyserii Dmitrija Meschijewa, opowiadającego o losach 1. kobiecego batalionu śmierci.